# 19 Batalion Łączności 10 Dywizji Pancernej (Zmechanizowanej)
19 Batalion Łączności (19 bł) – pododdział Wojsk Łączności ludowego Wojska Polskiego i okresu transformacji ustrojowej.
Powstał z przemianowania 41 batalionu łączności. Wchodził w skład 10 Dywizji Zmechanizowanej. Stacjonował w garnizonie Opole. W 1993 przeformowany w 10 batalion dowodzenia. Rozformowany razem z dywizją.

## Skład organizacyjny
Dowództwo i sztab
- stacja szyfrowa
- kompania radiowa 
  - pluton wozów dowodzenia
  - 1 pluton radiowy
  - 2 pluton radiowy
- kompania telefoniczno – telegraficzna		
  - pluton transmisji informacji
  - pluton radioliniowo – kablowy
  - pluton łączności wewnętrznej i zasilania
- pluton łączności TSD
- Wojskowa Stacja Pocztowa
- pluton remontowy
- pluton zaopatrzenia
- pluton medyczny

## Dowódcy batalionu
- kpt. Ciurmasta (1945)[3]